# 支现伟
支现伟（1975年1月—），中华人民共和国政治人物，河南长垣人。北京大学在职经济学硕士，高级经济师，1997年7月参加工作，1996年12月加入中共。现任新疆塔城地委书记。

## 生平
1997年毕业于中国矿业大学（北京）工商管理学院市场营销专业；
2013年2月，任北京京煤集团有限责任公司副总经理；2015年3月，任北京市援疆和田指挥部副指挥，第十四师副师长；2018年7月，任中共北京市顺义区委常委，政府副区长。2021年9月，任北京市昌平区区长，兼任北京未来科学城管理委员会主任。
2024年11月，跨省任中共新疆塔城地委书记。